# 이그베르투 지즈몬티
이그베르투 지즈몬티(포르투갈어: Egberto Gismonti, 1947년 12월 5일 ~ )는 브라질의 작곡가, 기타리스트이자 피아니스트이다.

## 생애
지즈몬티는 브라질 리우데자네이루주 카르무라는 작은 도시에서 음악가 집안으로 태어났다. 그의 어머니는 이탈리아 시칠리아 출신이고 아버지는 레바논 베이루트 출신이다. 6살 때, 그는 브라질 음악 학교에서 피아노를 공부하기 시작했다. 브라질에서 15년 동안 클래식 레퍼토리를 공부한 후, 그는 현대 음악을 탐구하기 위해 프랑스 파리로 갔다. 그는 나디아 불랑제와 함께 안톤 베베른과 쇼엔베르그의 학생인 작곡가 장 바라쿠에에 의해 학생으로 받아들임 후에 공부했다. 볼랑제는 지즈몬티가 집단 브라질의 경험을 그의 음악에 쓰도록 독려했다.
지즈몬티는 독학으로 기타를 배운 기타리스트이며, 브라질로 돌아온 후에, 6개 이상의 줄이 있는 기타를 디자인해서, 악기의 가능성을 넓혀 주었다. 프리트 보드에 접근할 때 마치 키보드인 것처럼 지즈몬티는 기타를 연주하는 사람이 한명 이상이라는 인상을 준다.
지즈몬티의 음악 경력은 50년에 이른다. 주요 단계는 음반 회사, 앙상블 형식, 음악 협력 업체에 의해 구분된다.

## 음반 목록
- Egberto Gismonti (Elenco, 1969)
- Sonho '70 (Polydor, 1970)
- Orfeo Novo (MPS, 1970)
- Água e Vinho (EMI-Odeon, 1972)[2]
- Egberto Gismonti (EMI-Odeon, 1973)
- Árvore (Decca/ECM, 1973)
- Academia de Danças (EMI, 1974)
- Corações Futuristas (Odeon, 1976)
- Carmo (EMI, 1977)
- Dança das Cabeças (ECM, 1977) with Naná Vasconcelos
- Nó Caipira (Odeon, 1978)
- Sol do Meio Dia (ECM, 1978)
- Solo (ECM, 1979)
- Mágico (ECM, 1979) with Charlie Haden and Jan Garbarek
- Circense (1980)
- Folk Songs (ECM, 1981) with Charlie Haden and Jan Garbarek
- Sanfona (ECM, 1981) solo and with Academia de Dancas
- Em Família (EMI, 1981)
- Fantasia (1982)
- Cidade Coração (1983)
- Bandeira do Brasil (1984)
- Duas Vozes (ECM, 1984)
- Trem Caipira (ECM, 1985)
- Live at Berlin Jazzbühne Jazz Festival (1984)
- Alma (1986)
- O Pagador de Promessas (1988)
- Dança dos Escravos (ECM, 1989)
- Feixe de Luz (1988)
- Presents a Musical Childhood with Infância (1990)
- Amazônia (ECM, 1991)
- Kuarup (Carmo, 1991)
- Casa das Andorinhas (1992)
- Música de Sobrevivência (1993)
- Brasil Musical (1993)
- Zig Zag (ECM, 1995)
- Forrobodó (Carmo, 1996)
- Violão (Carmo, 1996)
- Meeting Point (ECM, 1997)
- In Montreal (ECM, 2001) with Charlie Haden
- Corações Futuristas (EMI, 2001)
- Retratos (EMI, 2004)
- Mágico: Carta de Amor with Jan Garbarek and Charlie Haden (ECM, 2012 [1981])
- Feixe de Luz (2013)[3]